# UCIトラックワールドカップ2010-2011
UCIトラックワールドカップ2010-2011（UCI Track Cycling World Cup Classics 2009-2010）は、UCIトラックワールドカップクラシックスの2010年〜2011年のシリーズ戦。

## 日程及び結果

### 男子
| 種目                                   | 優勝 | 2位 | 3位                                                                                         | 日本人選手成績                                                                                           |
| メルボルン…2010年12月2日 - 12月4日     | メルボルン…2010年12月2日 - 12月4日                                                                       | メルボルン…2010年12月2日 - 12月4日 | メルボルン…2010年12月2日 - 12月4日                                                          | メルボルン…2010年12月2日 - 12月4日                                                                       |
| -------------------------------------- | --- | --- | ------------------------------------------------------------------------------------------- | --- |
| スプリント                             | (JAY) シェーン・パーキンス                                                                               | ジェイソン・ケニー | テーン・ムルダー                                                                            | 4位 北津留翼 18位 渡邉一成                                                                               |
| 団体追い抜き                           | オーストラリア ジャック・ボブリッジ マイケル・ヘップバーン リー・ハワード キャメロン・マイヤー           | ロシア アレクサンドル・カトゥンツェフ エヴゲニー・コヴァレフ アレクセイ・マルコフ アレクサンドル・セロフ                                             | イギリス エド・クランシー スティーヴン・バーク ルーク・ロウ アンドリュー・テナント          | |
| チームスプリント                       | イギリス ジェイソン・ケニー マシュー・クランプトン クリス・ホイ                                          | ニュージーランド エドワード・ドーキンズ イーサン・ミッチェル サム・ウェブスター                                                                      | チーム・ジェイコ＝AIS(JAY) ダニエル・エリス ジェイソン・ニブレット シェーン・パーキンス     | 5位 雨谷一樹 北津留翼 渡邉一成                                                                           |
| ケイリン                               | クリス・ホイ                                                                                             | テーン・ムルダー | ミカエル・ブルガン                                                                          | 6位 渡邉一成                                                                                             |
| マディソン                             | オーストラリア キャメロン・マイヤー リー・ハワード                                                       | ニュージーランド アーロン・ゲイト マイロン・シンプソン                                                                                               | オランダ ニック・ストップレル ペーター・スヘプ                                              | |
| オムニアム                             | シェーン・アーチボルド                                                                                   | ザッカリー・ベル | エド・クランシー                                                                            | 16位 盛一大                                                                                              |
| カリ…2010年12月16日 - 18日             | | |                                                                                             | |
| スプリント                             | ケヴィン・シロー                                                                                         | クリス・ホイ | グレゴリー・ボジェ                                                                          | 4位 北津留翼 35位 (CCT) 柴崎淳                                                                           |
| 団体追い抜き                           | ニュージーランド サム・ビューリー ウェスリー・ゴーフ マーク・ライアン ジェシー・サージェント             | コロンビア · フアン・エステバン・アランゴ · アリエス・アントニオ・カストロ · エドウィン・アルシビアデス・アビラ · ウェイマル・アルフォンソ・ロルダン | スペイン エロイ・テルエル パブロ・アイトール・ベルナル セルヒ・エスコバル ダビ・ムンタネル  | |
| チームスプリント                       | フランス グレゴリー・ボジェ ケヴィン・シロー ミカエル・ダルメダ                                          | イギリス ジェイソン・ケニー マシュー・クランプトン クリス・ホイ                                                                                      | ニュージーランド イーサン・ミッチェル サム・ウェブスター エドワード・ドーキンズ             | 8位 シクロチャンネル・トウキョウ(CCT) 柴崎淳 渡邉一成 新田祐大 ---- 12位 日本 北津留翼 脇本雄太 雨谷一樹 |
| ケイリン                               | アジズル・ハスニ・アウァン                                                                               | フランソワ・ペルヴィス | デニス・シュピチュカ                                                                        | 準決勝失格 (CCT) 渡邉一成 24位 雨谷一樹                                                                  |
| スクラッチ                             | モルガン・クネスキ                                                                                       | ハイル・ファン・フック | マルティン・ブラハ                                                                          | |
| オムニアム                             | エド・クランシー                                                                                         | フアン・エステバン・アランゴ | ザッカリー・ベル                                                                            | 予選敗退 脇本雄太                                                                                        |
| 北京…2011年1月21日 - 1月23日           | | |                                                                                             | |
| スプリント                             | ケヴィン・シロー                                                                                         | ゼバスティアン・デーラー | 張淼                                                                                        | 7位 北津留翼                                                                                             |
| 団体追い抜き                           | ロシア アレクサンドル・ハトゥンツェフ エフゲニー・コヴァレフ アレクセイ・マルコフ アレクサンドル・セロフ | スペイン セルヒ・エスコバル アシエル・マエストゥ アントニオ・ミゲル アルベルト・トレス                                                               | イギリス マーク・クリスティアン アンドリュー・フェン エリック・ラウセル サイモン・イェーツ  | |
| チームスプリント                       | フランス ミカエル・ダルメダ フランソワ・ペルヴィス ケヴィン・シロー                                      | ロシア デニス・ドミトリエフ パヴェル・ヤクシェヴスキー セルゲイ・クチェロフ                                                                          | 中国 張磊 張淼 成昌松                                                                       | 4位 雨谷一樹 渡邉一成 新田祐大                                                                           |
| ケイリン                               | サイモン・ヴァン・ヴェルトホーヴェン                                                                     | スコット・サンダーランド | (CCT) 浅井康太                                                                              | 3位 (CCT) 浅井康太 19位 渡邉一成                                                                         |
| 1kmTT                                  | フランソワ・ペルヴィス                                                                                   | ヒュホ・ハーク | サイモン・ヴァン・ヴェルトホーヴェン                                                        | 11位 新田祐大                                                                                            |
| ポイントレース                         | (LOK) アルトゥル・エルショフ                                                                             | アレクセイ・マルコフ | クラウディオ・イムホフ                                                                      | 19位 窪木一茂                                                                                            |
| オムニアム                             | サムエル・ハリソン                                                                                       | ザカリー・ベル | ローガー・クルーゲ                                                                          | 19位 窪木一茂                                                                                            |
| マンチェスター…2011年2月18日 - 2月20日 | | |                                                                                             | |
| スプリント                             | ケヴィン・シロー                                                                                         | (SKY) ジェイソン・ケニー | (SKY) クリス・ホイ                                                                          | 5位 北津留翼 26位 新田祐大 35位 (CCT) 柴崎淳 43位 (CCT) 成田和也                                         |
| 個人追い抜き                           | ロハン・デニス                                                                                           | ジェライント・トーマス | マーク・ライアン                                                                            | |
| 団体追い抜き                           | イギリス スティーヴン・バーク エド・クランシー ジェライント・トーマス ブラッドリー・ウィギンス           | ニュージーランド アーロン・ゲイト ウェスリー・ゴフ ピーター・レイサム マーク・ライアン                                                               | スペイン パブロ・ベルナル アシエル・マエストゥ ダビ・ムンタネル エロイ・テルエル            | |
| チームスプリント                       | フランス グレゴリー・ボジェ ケヴィン・シロー ミカエル・ダルメダ                                          | ドイツ レネ・エンダース マキシミリアン・レヴィ シュテファン・ニムケ                                                                                  | スカイ・トラック・サイクリング (SKY) ジェイソン・ケニー クリス・ホイ マシュー・クランプトン | 6位 雨谷一樹 渡邉一成 新田祐大 ---- 14位 シクロチャンネル・トウキョウ(CCT) 成田和也 柴崎淳 浅井康太      |
| ケイリン                               | (SKY) クリス・ホイ                                                                                       | (JAY) ジェイソン・ニブレット | (YSD) アジズル・ハスニ・アウァン                                                            | 11位 渡邉一成 12位 (CCT) 浅井康太                                                                        |
| オムニアム                             | シェーン・アーチボルド                                                                                   | 趙浩成 | エリア・ヴィヴィアーニ                                                                      | 予選敗退 盛一大                                                                                          |
| インターナショナルケイリン             | マキシミリアン・レヴィ                                                                                   | テーン・ムルダー | フランソワ・ペルヴィス                                                                      | 8位 浅井康太 11位 新田祐大 12位 雨谷一樹 13位 渡邉一成 16位 成田和也 16位 柴崎淳 19位 北津留翼           |

総合成績
| 種目             | 1位                        | 2位                    | 3位                                  |
| ---------------- | -------------------------- | ---------------------- | ------------------------------------ |
| 1kmTT            | フランソワ・ペルヴィス     | ユーゴ・ハーク         | サイモン・ヴァン・ヴェルトホーヴェン |
| ケイリン         | アジズル・ハスニ・アウァン | クリス・ホイ           | サイモン・ヴァン・ヴェルトホーヴェン |
| スプリント       | ケヴィン・シロー           | 北津留翼               | ジェイソン・ケニー                   |
| チームスプリント | フランス                   | イギリス               | ニュージーランド                     |
| 個人追抜         | ロハン・デニス             | ジェライント・トーマス | マーク・ライアン                     |
| 団体追抜         | スペイン                   | ニュージーランド       | イギリス                             |
| スクラッチ       | モルガン・クネスキ         | ハイス・ファン・フック | マルティン・ブラハ                   |
| マディソン       | オーストラリア             | ニュージーランド       | オランダ                             |
| ポイントレース   | アルトゥル・エルショフ     | アレクセイ・マルコフ   | クラウディオ・イムホフ               |
| オムニアム       | ザカリー・ベル             | シェーン・アーチボルド | エド・クランシー                     |

### 女子
| 種目                                   | 優勝                                                                              | 2位                                                                              | 3位                                                                                | 日本人選手成績                     |
| メルボルン…2010年12月2日 - 12月4日     | メルボルン…2010年12月2日 - 12月4日                                                | メルボルン…2010年12月2日 - 12月4日                                               | メルボルン…2010年12月2日 - 12月4日                                                 | メルボルン…2010年12月2日 - 12月4日 |
| -------------------------------------- | --------------------------------------------------------------------------------- | -------------------------------------------------------------------------------- | ---------------------------------------------------------------------------------- | ---------------------------------- |
| スプリント                             | アンナ・メアーズ                                                                  | ヴィクトリア・ペンドルトン                                                       | クリスティーナ・フォーゲル                                                         | 29位 前田佳代乃                    |
| 500mタイムトライアル                   | アンナ・メアーズ                                                                  | サンディ・クレール                                                               | 李慧詩                                                                             | 15位 前田佳代乃                    |
| 団体追い抜き                           | オーストラリア キャサリン・バテス サラ・ケント ジョセフィン・トミック             | ドイツ シャルロッテ・ベッカー リーザ・ブレンナウアー マーデライネ・ザンディヒ    | ニュージーランド ケイティ・ボーイド ローレン・エリス ジェイミー・ニールセン        |                                    |
| チームスプリント                       | 中国 宮金傑 郭爽                                                                  | イギリス ヴィクトリア・ペンドルトン ジェシカ・ヴァーニッシュ                     | フランス サンディ・クレール クララ・サンチェス                                     |                                    |
| ケイリン                               | アンナ・メアーズ                                                                  | カーリー・マカラク                                                               | クララ・サンチェス                                                                 | 19位 前田佳代乃                    |
| オムニアム                             | レイレ・オラベリア                                                                | タラ・ホイッテン                                                                 | マルゴジャタ・ヴォイトィラ                                                         | 17位 田畑真紀                      |
| カリ…2010年12月16日 - 18日             |                                                                                   |                                                                                  |                                                                                    |                                    |
| スプリント                             | クリスティーナ・フォーゲル                                                        | ヴィクトリア・ペンドルトン                                                       | サンディ・クレール                                                                 | 24位 前田佳代乃                    |
| 個人追い抜き                           | アリソン・シャンクス                                                              | ウェンディ・フーヴナゲル                                                         | パスカル・シュニーダー                                                             |                                    |
| 団体追い抜き                           | ニュージーランド ラシュリー・ブキャナン ローレンス・エリス アリソン・シャンクス   | アウチ・プロサイクリング(OUC) サラ・ハマー ドッツィー・バウシュ ローレン・タマヨ | イギリス ローラ・トロット ケイティ・コルクラフ ウェンディ・フーヴナゲル            |                                    |
| チームスプリント                       | イギリス ジェシカ・ヴァーニッシュ ヴィクトリア・ペンドルトン                      | ドイツ ミーリアム・ヴェルテ クリスティーナ・フォーゲル                           | フランス サンディ・クレール ヴィルジニ・キュフ                                     |                                    |
| ケイリン                               | ヴィクトリア・ペンドルトン                                                        | サンディ・クレール                                                               | ヴィルジェニ・キュフ                                                               | 19位 前田佳代乃                    |
| オムニアム                             | (OUC) サラ・ハマー                                                                | タラ・ホイッテン                                                                 | タツィアナ・シャラコヴァ                                                           | 14位 田畑真紀                      |
| 北京…2011年1月21日 - 1月23日           |                                                                                   |                                                                                  |                                                                                    |                                    |
| スプリント                             | リュボフ・シュリカ                                                                | シモーナ・クルペツカイテー                                                       | 林俊紅                                                                             | 27位 前田佳代乃                    |
| 団体追い抜き                           | ニュージーランド ケイティー・ボイド ラシュリー・ブキャナン ジェイミー・ニールセン | カナダ タラ・ホイッテン ローラ・ブラウン ステファニー・ルーアダ                  | オーストラリア メリッサ・ホスキンス アシュリー・アンカディノフ サラ・ケント        |                                    |
| チームスプリント                       | 中国 林俊紅 宮金傑                                                                | オランダ ウィリー・カニス イヴォンヌ・ハイヘナール                               | リトアニア · シモーナ・クルペツカイテー · ギンタレ・ガイウェニーテー               |                                    |
| ケイリン                               | クララ・サンチェス                                                                | リョボフ・シュリカ                                                               | レベッカ・ジェイムス                                                               | 19位 前田佳代乃                    |
| オムニアム                             | タラ・ホイッテン                                                                  | キルステン・ウィルト                                                             | パスカル・ジュラン                                                                 | 23位 石井寛子                      |
| マンチェスター…2011年2月18日 - 2月20日 |                                                                                   |                                                                                  |                                                                                    |                                    |
| スプリント                             | アンナ・メアーズ                                                                  | 郭爽                                                                             | (SKY) ヴィクトリア・ペンドルトン                                                   | 29位 加瀬加奈子 31位 中川諒子      |
| 団体追い抜き                           | イギリス ウェンディ・フーヴナゲル ジョアンナ・ロウセル サラ・ストーリー           | ニュージーランド ローレン・エリス ジェイミー・ニールセン アリソン・シャンクス    | アウチ・プロ・サイクリング(OUC) ドッツィー・バウシュ サラ・ハマー ジェニー・リード |                                    |
| チームスプリント                       | オーストラリア アンナ・メアーズ カーリー・マカラク                                | 中国 宮金傑 郭爽                                                                 | フランス クララ・サンチェス サンディ・クレール                                     | 18位 中川諒子 加瀬加奈子           |
| ケイリン                               | 郭爽                                                                              | クララ・サンチェス                                                               | (SKY) ヴィクトリア・ペンドルトン                                                   | 25位 加瀬加奈子 37位 中川諒子      |
| スクラッチ                             | アナスタシア・チュルコヴァ                                                        | (OUC) ジェニー・リード                                                           | アミー・キュア                                                                     |                                    |
| オムニアム                             | (OUC) サラ・ハマー                                                                | キルステン・ウィルト                                                             | マルゴジャタ・ヴォイトィラ                                                         |                                    |

総合成績
| 種目             | 1位                        | 2位                        | 3位                        |
| ---------------- | -------------------------- | -------------------------- | -------------------------- |
| 500mTT           | アンナ・メアーズ           | サンディ・クレール         | 李慧詩                     |
| ケイリン         | クララ・サンチェス         | ヴィクトリア・ペンドルトン | アンナ・メアーズ           |
| スプリント       | ヴィクトリア・ペンドルトン | アンナ・メアーズ           | クリスティーナ・フォーゲル |
| チームスプリント | 中国                       | イギリス                   | フランス                   |
| 個人追抜         | アリソン・シャンクス       | ウェンディ・フーヴナゲル   | パスカル・シュナイダー     |
| 団体追抜         | ニュージーランド           | オーストラリア             | カナダ                     |
| スクラッチ       | アナスタシア・チュルコヴァ | ジェニー・リード           | アミー・キュア             |
| ポイントレース   | ジョルジャ・ブロンツィーニ | ケニー・ドリュイツ         | アクサナ・パプコ           |
| オムニアム       | タラ・ホイッテン           | レイレ・オラベリア         | サラ・ハマー               |